# Kajan (Indonesië)
Kajan is een bestuurslaag in het regentschap Bangkalan van de provincie Oost-Java, Indonesië. Kajan telt 2483 inwoners (volkstelling 2010).